# ناتاليا غينزبرج
ناتاليا غينزبرج (بالإيطالية:Natalia Ginzburg) إحدى أهم كتاب الأدب الإيطالي في القرن العشرين، وُلدت في الرابع عشر من يوليو (تموز) عام 1916 في باليرمو في إيطاليا وتُوفيت في روما في إيطاليا في السابع من أكتوبر (تشرين الأول) عام 1991.

## حياتها
وُلدت ناتاليا غينزبرج في الرابع عشر من يوليو (تموز) عام 1916 وتنتمي لعائلة يهودية من ترييستي على الرغم من أمها مسيحية كاثوليكية. ، فوالدها هو الطبيب والأستاذ المعروف جوزيبي ليفي وقد تم اتهامه هو وأبنائه الثلاثة الشباب بمناهضة الفاشية ووُضعوا في السجن مؤقتًا.
قضت طفولتها وشبابها في مدينة تورينو بينما وجدت العزاء في الكتابة، صدرت أول كتاباتها بعنوان I bambini في مجلة Solaria
.
تزوجت بليون جينزبرج الذي كان استاذًا جامعيًا في الأدب الروسي وأنجبت ثلاثة أبناء . و في العام ذاته تواصلت مع أهم ممثلي المقاومة في تورينو خاصة مع تشيزاري بافيزي من دار نشر إينودي التي كان يعمل زوجها فيها كموظف. و من زواج ناتاليا ويلون جاء المؤرخ التاريخي كارلو غينسبورغ.
تبعت زوجها عام 1940 خلال نفيه في إحدى القرى في إقليم أبروتسو فقد كانا مجبران على البقاء هناك حتى عام 1943 بسبب أسباب سياسية وعنصرية كتبت روايتها الأولى La strada che va in città (الشوارع في المدينة) عام 1942 ونشرتها تحت اسم مستعار وهو اليساندرا تورنيمبارت، ولكن في عام 1945 صدرت الرواية باسمها الحقيقي.
بعد أن قتل أحد الجنود الألمان زوجها عادت إلى تورين في عام 1944، وبعد انتهاء الحرب العالمية الثانية عام 1945 بدأت العمل في دار نشر إينودي. صدرت روايتها الثانية È stato così  التي نالت عليها جائزة «تمبو» للأدب .
تزوجت للمرة الثانية بغابرييل بالديني في عام 1950 وقد كان أستاذ جامعيًا متخصصًا في الأدب الإنجليزي ومدير المعهد الإيطالي في لندن.

## الأعمال
- La strada che va in città
- È stato così
- Tutti i nostri ieri
- Valentino
- Sagittario
- Le voci della sera
- Le piccole virtù
- Lessico famigliare[6]
- L'inserzione
- Mai devi domandarmi
- Caro Michele
- Vita immaginaria
- La famiglia Manzoni
- La città e la casa

## روابط خارجية
- ناتاليا غينزبرج على موقع IMDb (الإنجليزية)
- ناتاليا غينزبرج على موقع الموسوعة البريطانية (الإنجليزية)
- ناتاليا غينزبرج على موقع مونزينجر (الألمانية)
- ناتاليا غينزبرج على موقع ميوزك برينز (الإنجليزية)
- ناتاليا غينزبرج على موقع إن إن دي بي (الإنجليزية)
- ناتاليا غينزبرج على موقع ديسكوغز (الإنجليزية)
- ناتاليا غينزبرج على موقع قاعدة بيانات الفيلم (الإنجليزية)